# Polecenia systemu operacyjnego CP/J
Polecenia systemu operacyjnego CP/J umożliwiały zlecanie przez użytkownika systemowi operacyjnemu wykonanie określonej funkcji systemu operacyjnego. Praca odbywała się w konsoli tekstowej, a polecenia wprowadzane były z klawiatury. Mogły również zostać zapisane w pliku i wykonywane w sposób wsadowy. Nomenklatura stosowana, w odniesieniu do poleceń systemu CP/J, przez autorów w literaturze przedmiotu, posługuje się także określeniem zlecenie.

## Rodzaje zleceń systemu CP/J
Ponieważ system CP/J, jest systemem zgodnym z systemem CP/M 2.2, większość poleceń tego systemu ma postać zgodną z dyrektywami systemu CP/M 2.2. Ponadto system oferuje pewne dodatkowe polecenia narzędziowe. Istotnym rozszerzeniem systemu CP/J w stosunku do CP/M jest sieć JUNET, co wiąże się także z osobną kategorią zleceń związanych z obsługą i pracą w tej sieci.

### Polecenia podstawowe
Polecenia podstawowe systemu CP/J, to zlecenia systemowe, które mogą być wykonywane zarówno na mikrokomputerach:
- pracujących autonomicznie,
- pracujących w sieci Junet:
  - zarówno komputery wyposażone w stacje dyskietek,
  - jak i komputery bez własnych stacji dysków.

Do tej grupy poleceń zalicza się zarówno polecenia rezydentne jak i niektóre polecenia nierezydentne.

#### Polecenia rezydentne
Polecenia rezydentne, to dyrektywy zlecające wykonanie najczęściej stosowanych operacji podstawowych. Wykonywane są szybciej niż pozostałe dyrektywy, gdyż programy ich obsługi zawarte są w module CCP systemu, wczytywanym do pamięci operacyjnej po uruchomieniu systemu komputerowego w trakcie ładowania systemu.
Polecenia rezydentne systemu CP/J:
- ^C – ponowne zainicjowanie systemu
- X: – zmiana bieżącego napędu dyskietek
- ERA – kasowanie pliku
- DIR – wyświetlenie informacji o katalogu i plikach
- REN – zmiana nazwy pliku
- SAVE – przepisanie fragmentu pamięci operacyjnej do pliku
- TYPE – wyprowadzenie pliku na konsolę.

#### Polecenia nierezydentne
Polecenia nierezydentne, to dyrektywy systemowe, których wykonanie jest realizowane przez dostarczony wraz z systemem program, zawarty w odrębnym pliku.
Polecenia nierezydentne systemu CP/J:
- COLOR – zmiana kolorów ekranu
- DUMP – wyprowadzenie pliku na konsolę w postaci szesnastkowej
- LOAD – ładownie programu w zapisie szesnastkowym i utworzenie programu wykonywalnego
- LOCAL – zlecenie nadania atrybutów plików
- MODE – zmiana trybu pracy ekranu
- PIP – program obsługi plików
- PUBLIC – zlecenie nadania atrybutów plików
- SPBAS – przejście do trybu pracy Spectrum (interpreter języka Basic)
- STAT – informacje o plikach i katalogach oraz informacja lub zmiana powiązań urządzeń fizycznych z urządzeniami logicznymi
- SUBMIT – obsługa przetwarzania wsadowego
- UDIR – wyświetlenie informacji o plikach
- USER – ustalenie numeru użytkownika i przełączanie pomiędzy użytkownikami
- XDIR – wyświetlenie informacji o plikach.

### Polecenia obsługi dysków
Jest to grupa poleceń nierezydentnych, które mogą być wykonywane tylko na komputerach wyposażonych w stacje dysków. Nie ma natomiast możliwości wydania zlecenia wykonania danej czynności za pośrednictwem sieci.
Polecenia obsługi dysków systemu CP/J:
- CHKDSK – sprawdzenie dyskietki
- DISKCOPY – kopiowanie dyskietek
- FORMAT – formatowanie dyskietki
- SYSGEN – umieszczenie systemu na nowej dyskietce.

### Polecenia sieci Junet
W odróżnieniu ww. poleceń systemu CP/J, które są także dostępne albo w systemie CP/M, albo jego konkretnej implementacji (dystrybucji), polecenia sieci Junet są specyficzne dla systemu CP/J. Związane są z obsługą sieci. Obejmują następujące zlecenia:
- INSTAL – instalowanie sieciowe systemu CP/J
- JUNET – rozsyłanie systemu
- MESS – przesłanie komunikatu tekstowego
- PRINT – drukowanie sieciowe.

## Inne informacje
Choć polecenia systemu CP/J są identyfikowane za pomocą słów pochodzących z języka angielskiego, to sama konwersacja z użytkownikiem, w tym przede wszystkim wyświetlanie przez te polecenia komunikatów, odbywa się w języku polskim. Uwzględniane są przy tym polskie znaki diakrytyczne, przy czym ich kodowanie zrealizowane zostało w specjalnym standardzie opracowanym dla komputera Elwro 800 Junior.